# تحطم حافلة يامبل 2009
تحطم حافلة يامبل 2009 وقعت في 28 مايو 2009 بالقرب من مدينة يامبل في جنوب شرق بلغاريا. مات ثمانية عشر شخصًا وأصيب حوالي عشرين. وكان السائق من بين الجرحى وتوفي في السجن خلال فترة عقوبته البالغة عشر سنوات.

## الحادث
كان الضحايا يصعدون إلى قمة باكادجيك لحضور وليمة ومعرض يوم الصعود التقليدي (سباسوفدين) الذي أقيم في القمة. في حوالي الساعة 9:15 صباحًا بالتوقيت المحلي اصطدمت الحافلة التي تديرها شركة النقل يامبل سلافي سلافوف بمجموعة من المشاة أثناء نزولها من جولة إلى كنيسة ألكسندر نيفيسكي التذكارية الواقعة في القمة.
على الرغم من إعلان صلاحية الحافلة للسير في 12 مايو، يتوقع البعض أن سبب الحادث ربما كان عطلًا في الفرامل. ومن العوامل الأخرى التي ساهمت في المأساة ضيق الطريق والسرعة العالية والأسفلت الرطب. كان السائق جوسبودين جوسبودينوف البالغ من العمر 60 عامًا رصينًا من الناحية القانونية. أصيب بجروح خطيرة وعولج في مستشفى بيروجوف في صوفيا.
تجاوزت أعمار معظم الضحايا 60 عاما، وكان أحدهم فتى عمره 16 عاما. ثلاثة عشر قتيلًا من النساء وخمسة رجال كانوا جميعًا من يامبول أو القرى المجاورة. أصيب عشرون شخصًا أربعة منهم في حالة حرجة في البداية بسبب إصابات في الرأس.

## ردود الفعل
تم إعلان يوم 29 مايو يوم حداد وطني في بلغاريا. أوقفت الأحزاب السياسية حملاتها الانتخابية للبرلمان الأوروبي مؤقتًا خلال الأيام القليلة التالية. التزمت الجمعية الوطنية البلغارية دقيقة صمت مع اندلاع النبأ. قال مكتبهما إن الرئيس جورجي بارفانوف ورئيس الوزراء سيرجي ستانيشيف غيرا جداولهما وزارا موقع الحادث.

## التحقيق
كشف فحص ما بعد الحادث أن الحافلة بها عيوب فنية عديدة. وفرت مكابحها 23٪ فقط من قوة المكابح، وتم العثور على سلك وعملة معدنية تم استخدامها لإجراء إصلاحات في الحافلة.
في عام 2012 حكم على كل من سائق الحافلة جوسبودين جوسبودينوف ومالك الحافلة سلافي سلافوف بالسجن لمدة عشر سنوات. توفي جوسبودينوف هناك بعد بضعة أشهر، بينما فر سلافوف حتى القبض عليه في يناير 2018. الورشة التي أعلنت أن الحافلة صالحة للسير لم تواجه أي تبعات قانونية.